# 石川徹郎
石川 徹郎（いしかわ てつお、1954年8月20日 - ）は、日本の実業家。株式会社ハピネット元代表取締役社長。

## 来歴
駒澤大学卒業。1980年、トウショウ（現ハピネット）入社。2000年4月、執行役員マルチメディア事業部長 。2001年6月、取締役執行役員マルチメディア事業部長。2004年4月、取締役常務執行役員ハピネット・ソフトウェア統括 。
2008年10月、株式会社ハピネット・ベンディングサービス代表取締役社長。2012年4月、ハピネット取締役副社長情報システム本部長兼ハピネット・ベンディングサービス代表取締役社長。
2013年4月、ハピネット取締役副社長最高情報責任者兼情報システム本部ゼネラルマネージャー兼アミューズメント事業担当。2014年12月、代表取締役副社長最高情報責任者兼アミューズメント事業管掌。
2015年6月下旬、ハピネット代表取締役社長に就任。
2016年3月、取締役副会長兼最高戦略責任者。